# Plan mobilizacyjny „PM-1”
Plan mobilizacyjny „PM-1” – jeden z planów mobilizacyjnych ludowego Wojska Polskiego.

## Charakterystyka
Plan mobilizacyjny „PM-1” opracowany został  w Sztabie Generalnym Wojska Polskiego w latach 1949–1951. Zakładał on rozwinięcie w Siłach Zbrojnych PRL dwóch armii ogólnowojskowych. Każda z nich miała posiadać dwa korpusy piechoty i jeden korpus zmechanizowany. Każdy korpus piechoty miał posiadać trzy dywizje piechoty, a każdy korpus zmechanizowany dwie dywizje zmechanizowane oraz jeden pułk czołgów ciężkich. Ponadto zakładano rozwinięcie pułków zapasowych i jednostek tyłowych wojsk operacyjnych oraz niektórych jednostek wojsk lotniczych, wojsk OPL i marynarki wojennej. Przewidywano opracowanie w 1954 planu drugiego etapu mobilizacyjnego rozwinięcia SZ. Założono, że w ramach tego planu sformowanych będzie  osiem nowych dywizji piechoty. Przewidywano też dwukrotny wzrost stanu osobowego wojsk planowanych do zmobilizowania w pierwszym rzucie.
Dokument składał się z trzech oddzielnych części. Były to: problematyka organizacji prac mobilizacyjnych, uzupełnianie wojsk stanem osobowym i uzupełnianie wojsk pojazdami samochodowymi i końmi.
W latach 1951–1953 nastąpiło radykalne zwiększenie stanu Wojska Polskiego, a PM-1 wymagał daleko idących korekt. Wydawano nowe instrukcje mobilizacyjne wzorowane na instrukcji sowieckiej z 1940. To w wielu przypadkach nie odpowiadało specyfice polskiej i było wręcz niemożliwe do wprowadzenia w życie. Braki w środkach materiałowych i sprzęcie wojskowym przesądziły o całkowitej rezygnacji z PM-1. W 1953 zdecydowano się na opracowanie nowego planu mobilizacyjnego – „PM-53”.